# Route 125 (Québec)
Die Route 125 ist eine Nationalstraße (Route nationale) der kanadischen Provinz Québec und führt von Montréal über Laval nach Norden in die Verwaltungsregion Lanaudière und endet bei Saint-Donat am Parkeingang zum Parc national du Mont-Tremblant.

## Streckenbeschreibung
Die 133 km lange Überlandstraße beginnt als Abzweig der Route 138 im Zentrum von Montréal. Sie führt in westnordwestlicher Richtung als Boulevard Pie-IX durch die Stadt. Sie kreuzt die Autoroute 40 und verläuft später auf der Pont Pie-IX über den Rivière des Prairies und erreicht Laval. Die Brücke ist mautpflichtig. Sie wird im Volksmund nach Papst Pius IX. Pont Pie-IX genannt, hat aber den offiziellen Namen Pont Le Caron.
In Laval ist die Route 125 für mehrere Kilometer deckungsgleich mit der Autoroute 440. Die Route 125 überquert den Rivière des Mille Îles und erreicht Terrebonne am gegenüberliegenden Flussufer. Die Fernstraße führt parallel zur östlich verlaufenden Autoroute 25 in nördlicher Richtung über die Stadt Mascouche nach Saint-Esprit, wo die Autoroute endet. Die Route 125 setzt ihren Kurs nach Norden fort und passiert die Orte Sainte-Julienne, Chertsey und Notre-Dame-de-la-Merci. 
Schließlich erreicht sie den in den Laurentinischen Bergen gelegenen Ort Saint-Donat und kurz darauf den Parkeingang zum Secteur de la Pimbina des Provinzparks Parc national du Mont-Tremblant, wo sie endet.